# Giuliano di Roma
Giuliano di Roma là một đô thị ở tỉnh Frosinone trong vùng Lazio, có vị trí cách khoảng 80 km về phía đông nam của Roma và khoảng 12 km về phía tây nam của Frosinone.
Giuliano di Roma giáp các đô thị: Ceccano, Maenza, Patrica, Prossedi, Supino, Villa Santo Stefano.